# Wu Zhen
Wu Zhen (吳鎮T, Wú ZhènP; Jiaxing, 1280 – 1354) è stato un pittore, poeta e calligrafo cinese.

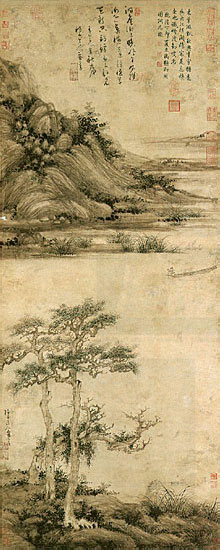
pescatore eremita sul Lago Dongting, di Wu Zhen.

Insieme a Huang Gongwang (1269-1354), Ni Zan (1301-1374) e Wang Meng (c. 1308-1385) è uno dei "Quattro Grandi Maestri" della pittura paesaggistica del periodo Yuan.
Pittore di bambù e paesaggi, il suo stile è vigoroso, di costruzione complessa e grandiosa, al punto da venire annoverato fra i maggiori pittori cinesi di sempre.
Nelle pitture di bambù il suo punto di riferimento fu Wen Tong. Aveva anche un'ottima grafia: a margine delle sue pitture scriveva brevi componimenti e poesie, che vennero raccolte dopo la sua morte in un'opera dal titolo I mo (Resti d'inchiostro). In queste poesie cercava di riversare l'estro e il sentimento che provava nel dipingere le sue pitture. Scrisse inoltre il trattato Wen Hou-chou chu p'ai (un libro scrisse da Wu Zhen). I rotoli originali rimasti delle opere di Wu Zhen, in buono stato, sono: Padiglioni sulla riva di un torrente (Collezione privata, Pechino); Cinque personaggi in una barca (Collezione privata, Sumiyoshi); Bambù al vento (al museo di Boston)